# Консерватизм
Консервати́зм (от лат. conservo — сохраняю) — культурная, социальная и политическая философия, которая стремится продвигать и сохранять традиционные институты, обычаи и ценности. Основные принципы консерватизма могут различаться в зависимости от культуры и цивилизации, в которой он проявляется. В западной культуре, в зависимости от конкретной нации, консерваторы стремятся продвигать ряд социальных институтов, таких как нуклеарная семья, организованная религия, армия, права собственности. Приверженцы консерватизма часто выступают против определённых аспектов современности (например, массовой культуры, антиклерикализма и секуляризма) и стремятся к возврату к традиционным ценностям, хотя разные группы консерваторов могут выбрать для сохранения разные традиционные ценности.
Первое устоявшееся использование этого термина в политическом контексте возникло в 1818 году благодаря Франсуа-Рене де Шатобриану в период Реставрации Бурбонов, которая стремилась повернуть вспять политику Французской революции. Этот термин, исторически связанный с правой политикой, с тех пор используется для описания широкого спектра взглядов. Не существует единого набора политик, считающихся консервативными, поскольку значение консерватизма зависит от того, что считается традиционным в том или ином обществе или в тот или иной исторический период.
Консервативная мысль значительно различалась по мере того, как она адаптировалась к существующим традициям и национальным культурам. Например, некоторые консерваторы выступают за более широкое экономическое вмешательство, в то время как другие предпочитают доктрину Laissez-faire. Таким образом, консерваторы из разных частей мира, каждый из которых придерживается своих традиций, могут расходиться во мнениях по широкому кругу вопросов. Эдмунд Бёрк, политик XVIII века, который выступал против Французской революции, но поддерживал Американскую революцию, считается одним из главных теоретиков консерватизма 1790-х годов.

## Зарождение консерватизма
Консерватизм в Англии, в последующем именуемый торизм, возник в период Реставрации (1660—1688). Он основывался на иерархии людей в обществе, во главе которого стоит монарх, обладающий неограниченной властью. Однако, произошедшая Славная революция, главными задачами которой были установление конституционной формы правления и свободы совести, привела к иной формулировке торизма. Сейчас основой торизма является суверенитет, закреплённый в 3 сословиях: королевская семья, палата лордов и палата общин.
Консерватизм развился из роялизма и укоренился в Англии в период Реставрации. Роялисты поддерживали абсолютную монархию, развивая теорию божественного происхождения королевской власти. Они, хотя и признавали британские вольности и традиции парламентаризма, отвергали теорию, что суверенитет исходит от власти парламента, который, в отличие от короля, представлял не весь народ, и свободы вероисповедания. Ещё до гражданской войны в Англии Роберт Филмер написал сочинение «Патриарх: или власть королей», это и стало формулировкой их доктрины. После Славной революции 1688 года, консерваторы, известные как тори, признали, что суверенитет держится на трёх сословиях: королевской семье, палате лордов и палате общин. Но во время длительного правления вигов британский консерватизм отошёл на дальний план. В качестве главной политической силы вновь вернулась уже переименованная в 1830-х годах консервативная партия, совместив в себе непростой союз аристократов и рыночных капиталистов.
Большинство историков считает основоположником консерватизма Эдмунда Бёрка, который был личным секретарём маркиза Рокингема и транслировал взгляды наиболее консервативной части партии вигов.

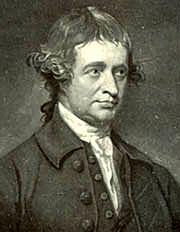
Эдмунд Бёрк

Бёрк поддерживал американскую революцию как явление прогрессивное, но презирал радикализм и жестокость революции французской. Он допускал либеральные идеалы частной собственности и экономики Адама Смита, подобно Адаму Смиту, считал, что экономика должна подчиняться консервативной социальной этике, что над капитализмом должны стоять социальные традиции средних веков, а во главе делового класса должна находиться аристократия, но он отрицал тезис Адама Смита о рабочем классе как хранителе морали и коллективном Иисусе Христе нашего времени во главе с университетской профессурой. Профессор морали Адам Смит видел функции аристократии только в строительстве фабрик, заводов, транспортных артерий, мелиорации земель для создания массового рабочего класса, при этом без его угнетения прежними алчными капиталистами из низов, и эти воспитанные традиционной аристократией трудящиеся смогут сами управлять государством благодаря демократии и необходимому в промышленности образованию. Бёрк, наоборот, настойчиво утверждал, что раз нормы морали произошли из аристократических традиций средних веков, то аристократия и в новом капиталистическом обществе должна быть прирождённым лидером не только в сфере экономики, но и в управлении государством.
Бёрк понял, что парламент обладает большей информацией по сравнению с назначенными исполнительной властью комитетами, а это ведёт к ограниченности власти короны. Оказывая поддержку государственной церкви, он учитывал степень веротерпимости. Бёрк оправдывает социальный порядок на основе традиций.
Произошедший в XIX веке конфликт между третьим сословием и аристократией расколол британское консервативное движение надвое: на тех, кто призывал к возвращению к средневековым идеалам и тех, кто выступал за невмешательство государства в экономику частного сектора.
Хотя консерваторы препятствовали проникновению среднего класса в парламент, в 1834 году они признали провал своей реформы избирательной системы и обязались в дальнейшем оказывать поддержку расширению числа избирателей при условии, если это не подорвёт институт церкви и государства. Новые принципы были заявлены в предвыборной речи сэра Роберта Пиля. Историки рассматривают этот Тамвортский манифест как основной аргумент новой партии консерваторов.
Некоторые консерваторы сокрушались о том, что время земледельцев, когда положение низших сословий обязывало уважать высшие, прошло. Они рассматривали англиканскую церковь и аристократию в качестве залога экономического здоровья нации. Они работали над законопроектом об улучшении городских жилищных условий и условий труда. Позже он будет назван «Демократия Тори».
Со времён Бёрка между традиционным аристократическим консерватизмом и зажиточным классом сохранялась напряжённость. К концу XIX века либеральная партия Великобритании присоединила к себе часть прежних консерваторов, создав партию сторонников торговли и коммерции.

## Консерватизм в России

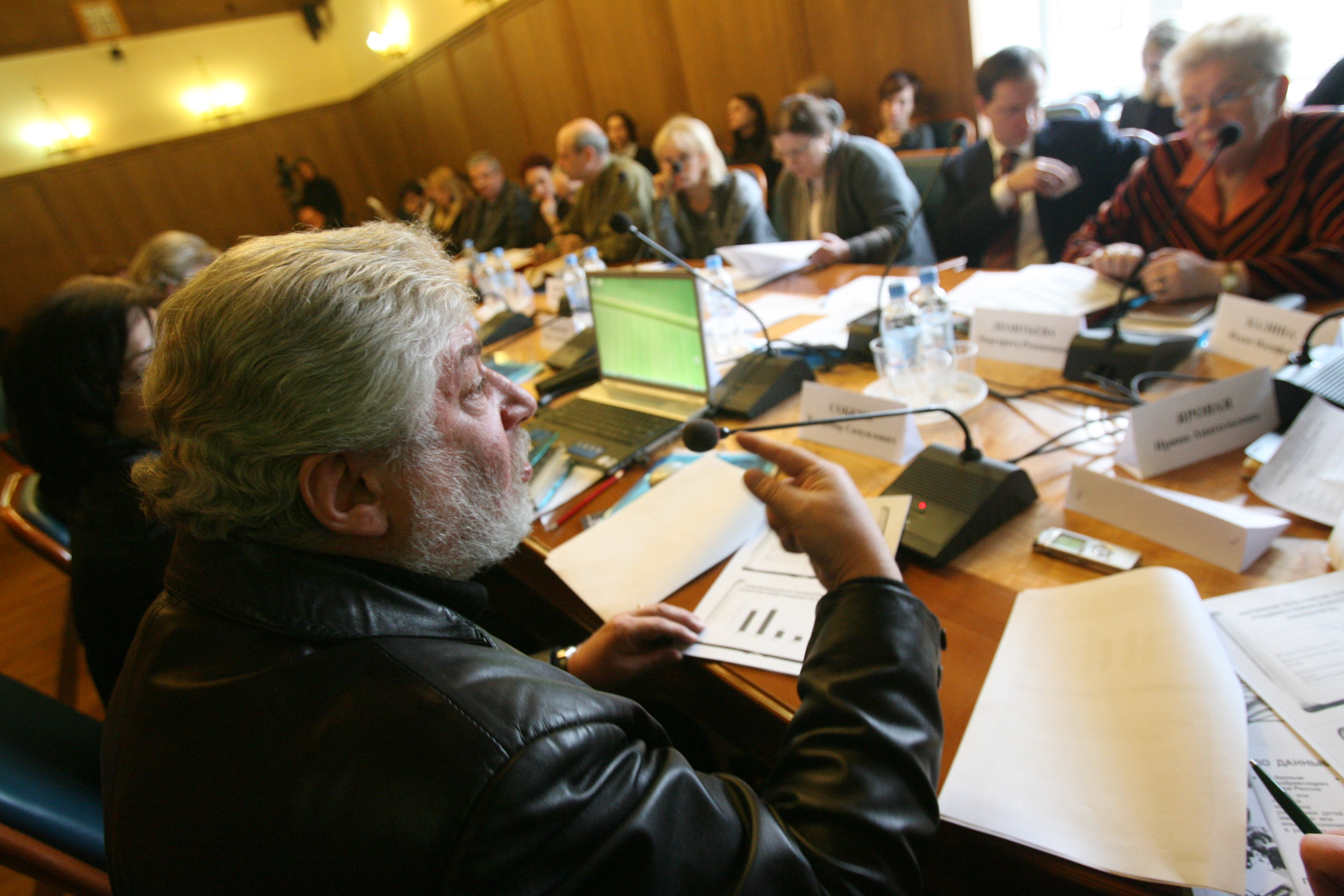
Круглый стол Государственно-патриотического клуба партии «Единая Россия», посвящённый российскому консерватизму

Развитие консервативной идеологии в России началось в XIX веке. Охранительные идеи были впервые чётко выражены в «Записке о древней и новой России» (1811). Требуя от власти «более мудрости охранительной, нежели творческой», Карамзин отрицал необходимость реформ по европейскому образцу, хотя и не отвергал при этом ценность постепенной европеизации общества; самодержавие он считал незыблемой основой всего государственного и общественного порядка в России.
В дальнейшем российский консерватизм наиболее ярко представляли К. Н. Леонтьев, К. П. Победоносцев, Л. А. Тихомиров и В. В. Розанов. Вслед за Карамзиным они ставили под сомнение ценность реформ, при этом (в отличие от Карамзина) отрицали необходимость европеизации России в принципе. После либерального правления Александра II консерваторы вернули позиции при дворе в правление его преемника Александра III. В этот период консервативную идеологию представляли М. Н. Катков и К. П. Победоносцев — идеологи т. н. контрреформ.
Н. А. Бердяев в работе 1904 года «Судьба русского консерватизма» резюмировал:
Русский консерватизм невозможен потому, что ему нечего охранять. Славянофильская романтика выдумала те идеальные начала, которые должны быть консервированы, их не было в нашем историческом прошлом. Поэтому консерватизм наш не утверждал какую-то своеобразную культуру, а отрицал творчество культуры, перерождался в нигилистическое реакционерство.
Наиболее основательно с позиций «духовно свободного консерватизма» политическая философия была разработана в 1929 эмигрантом из России С. Л. Франком в книге «Духовные основы общества».
В постсоветской России по мнению многих наблюдателей, консерватизм является государственной идеологией в 2010-е и 2020-е годы. Не отрицает этого и президент Владимир Путин:
Здоровый консерватизм предполагает использование всего лучшего, нового, перспективного для обеспечения поступательного развития. Для того, чтобы общество существовало, нужно поддерживать элементарные вещи, которые человечеством выработаны в течение столетий: это бережное отношение к материнству и детству, это бережное отношение к своей собственной истории, к её достижениям, бережное отношение к нашим традициям и традиционным религиям.

## Консервативные партии мира

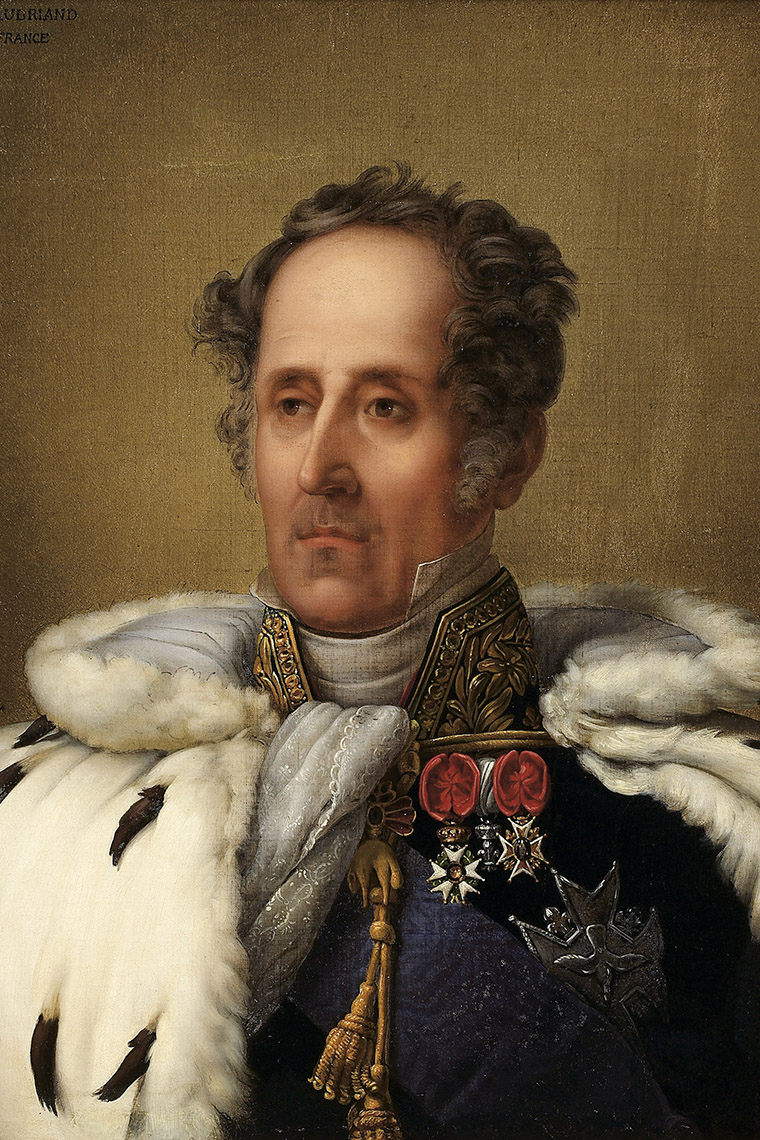
Один из зачинателей континентального консерватизма Рене де Шатобриан

В зависимости от страны, курс и цели консервативных политических партий разнятся. И консервативные, и либеральные партии выступают за частную собственность, в противовес коммунистическим, социалистическим и зелёным партиям, выступающим за общественную собственность и принятие законов, требующих социальной ответственности со стороны собственников. Разногласия между консерваторами и либералами возникают, главным образом, по социальным вопросам. Консерваторы не принимают поведение, не соответствующее тем или иным социальным нормам. Долгое время консервативные партии боролись за ограничение права голоса для нехристиан, женщин и представителей других рас. Современные консервативные партии зачастую самоидентифицируются лишь своей оппозиции к либеральным и рабочим партиям. Для Соединённых Штатов употребление термина «консервативный» имеет собственную специфику.
В Бельгии, Дании, Исландии, Финляндии, Франции, Греции, Люксембурге, Нидерландах, Норвегии, Швеции, Швейцарии и Великобритании жизнеспособные консервативные партии сохранялись и в 1980-х годах. В таких же странах, как Австралия, Германия, Израиль, Италия, Япония, Мальта, Новая Зеландия, Испания и США, консервативных партий не было, а роль крупных правых партий там выполняли христианские демократы или либералы. Для Канады, Ирландии и Португалии характерны правые партии, не поддающиеся категоризации — Прогрессивно-консервативная партия Канады, Фианна Файл, Финне Гэл и Прогрессивные демократы в Ирландии, и Социал-демократическая партия Португалии. Впоследствии Швейцарская народная партия сместилась в крайне правый спектр и больше не рассматривается как консервативная.
Клаус фон Байме, разработавший метод классификации партий, обнаружил, что ни одну современную партию на Западе нельзя считать консервативной, хотя коммунистические и прокоммунистические партии имели много сходных черт с консерватизмом. В объединённой либералами и радикалами Италии во время Рисорджименто именно либералы, а не консерваторы образовали партию правых. В 1980 в Нидерландах консерваторы объединились в партию Христианско-демократический призыв. Консерватизм в Австрии, Германии, Португалии и Испании был видоизменён и включён в фашизм или крайне правое течение. В 1940 году все японские партии объединены в единую фашистскую партию. После окончания войны японские консерваторы сразу вернулись в политику, но большинство из них были освобождены от государственной деятельности.
Отсутствие консерватизма в Австралии и Соединённых Штатах Луис Харц считал результатом того, что их колонии считаются частью либеральной либо радикальной Великобритании. Хотя Харц утверждал, что на англоязычную Канаду оказывалось незначительное консервативное влияние, более поздние исследователи заявляли, что именно отвергавшие американскую революцию лоялисты распространили идеологию тори в Канаде. Харц объяснял консерватизм в Квебеке и Латинской Америке как результат первых поселений в виде феодальных общин. Американский писатель-консерватор Рассел Керк предположил, что консерватизм был распространён в США и представил американскую революцию в качестве «консервативной».
В течение длительного времени консервативная элита правила латиноамериканским народом. В большей степени это было достигнуто с помощью контроля и поддержки институтов гражданского общества, церкви и вооружённых сил, чем политических партий. Обычно церковь освобождалась от уплаты налогов, а церковнослужители были защищены от правового преследования. Там, где консервативные партии были ослаблены либо не существовали, консерваторы всё больше полагались на военную диктатуру в качестве предпочтительной формы правления. Однако те страны, в которых элита сумела найти поддержку консервативным партиям в обществе, пришли к политической стабильности. Чили, Колумбия и Венесуэла — примеры стран с сильными консервативными партиями. В Аргентине, Бразилии, Сальвадоре и Перу консерватизм не существовал совсем. После гражданской войны в 1858—1863 консервативная партия Венесуэлы перестала существовать. Чилийская консервативная партия — Национальная партия — была распущена после военного переворота в 1973, после возвращения к демократии возникли либерально-консервативное Национальное обновление и консервативный Независимый демократический союз, образовавшие Альянс за Чили.
Консервативный Национальный союз управлялся альянсом бизнес-элиты, состоящей из англоязычных канадцев, и католической церкви провинции Квебек в период с 1936 по 1960. Это время, именуемое «Великой тьмой», завершилось Тихой революцией, и партия окончательно распалась.

### Албания
Основанная в 1991 году Демократическая партия Албании стала ведущей партией после парламентских выборов в Албании в 2005 году. Она является наблюдателем Европейской народной партии и полноправным членом Международного демократического союза и Центристского демократического интернационала. Партия пришла к власти в 1992 году, впервые в истории демократической Албании.

### Бельгия
Созданная в 1945 году как Христианская народная партия, партия Христианские демократы и фламандцы доминировала в политике послевоенной Бельгии.
В 1999 году поддержка партии ослабела, что отодвинуло её на четвёртое место.

### Бразилия
Национальный демократический союз был последней консервативной партией в Бразилии при демократическом режиме, но в 1965 году, с приходом к власти милитаристского правительства, партия перестала существовать. На сегодняшний день, даже при малейшей политической репрессии, такие личности как философ Олаво Карвальо стараются сохранить консервативные ценности страны.

### Великобритания
Маргарет Тэтчер кардинально преобразовала идеологию консервативной партии, категорически отказавшись от консервативного социализма в пользу народного капитализма и фундаменталистского либерализма. В связи с этим Дж. Грей, признавая необходимость сейчас «отвергнуть все те формы консерватизма, в которых фундаменталистский либерализм нашёл себе политическую обитель», предвидит передачу — с целью сохранения «либеральной цивилизации» в Великобритании — политической функции консерватизма лейбористам. Им, надеется Грей, удастся сберечь и взрастить консервативные «зёрна истины», к которым теперь следует отнести лишь три принципа: 1) человек — не представитель универсального человечества, а порождение конкретной культуры; 2) прогресс и беспрерывное улучшение возможны, но бессмысленны; 3) культурные формы первичны по отношению к экономическим и политическим институтам. (Gray J. Enlightenments’s Wake. Politics and Culture at the Close of the Modern Age. L.-N.Y., 1997, p. 119).
Но эти же три принципа отстаивает теперь и современная политическая элита консервативной партии — сторонники «большого общества» во главе с Д. Кэмероном, считающие себя консервативными коммунитаристами.

### Греция
Главная консервативная партия в межвоенные годы получила название Народной партии. Оказывая поддержку конституционной монархии, партия отвергала власть республиканцев. После Второй мировой войны ей удалось вступить в Объединённый национальный фронт, который с свою очередь пришёл к власти на основе антикоммунизма и ультранационализма. Однако полученные в поддержку партии голоса были аннулированы, что подтолкнуло народников к созданию расширенной партии под руководством харизматичного генерала Александроса Папагоса. Консерваторы выступали против диктаторства лидеров крайне правых партий, и в попытке свержения диктатуры они образовали партию «Новая демократия». Новая партия ставила перед собой следующие задачи: не допустить турецкой политики экспансионизма на Кипре, возродить и укрепить демократию, установить в стране сильное правительство, позволить партии умеренных управлять страной.

### Дания
Консервативная народная партия Дании была основана в 1915 году. На выборах в 2005 партия выиграла 18 из 179 мест в парламенте и стала младшим партнёром в коалиции либералов.

### Исландия
Основанная в 1926 году как консервативная партия, в 1929 году Партия независимости приняла своё нынешнее название. С момента образования Партия независимости приобрела поддержку приблизительно 40 % населения. Совмещая либеральную и консервативную направленность и поддерживая национализацию, она выступала против классовых конфликтов. Находясь в оппозиции в течение почти десятилетия, она приняла экономический либерализм и участвовала в протекционной политике государства. В отличие от других скандинавских консерваторов (и либералов), её опорой всегда был рабочий класс.

### Канада
Канадские консерваторы образовались из партии лоялистов (тори), покинувшей США после американской революции. Этих консерваторов, занявших ключевые посты в административных и судебных учреждениях, называли Семейным сговором в Онтарио и Клика Шато в Квебеке. Они укрепили существовавшее в течение первых трёх десятилетий XIX века социально-экономическое и политическое расслоение, обрели большую поддержку предпринимателей, церковной элиты в Онтарио и чуть меньшую в Квебеке. Джон А. Макдональд был превосходным лидером движения за объединение провинций и во время пребывания премьер-министром смог соединить англоговорящую протестантскую олигархию и католическое сословие Квебека и сохранить их консервативный союз.
Консерваторы совмещали идеи торизма и экономического либерализма. Они выступали за активистское правительство и государственное вмешательство в экономику. Положение элиты обязывало оказывать поддержку менее зажиточным классам. С 1942 по 2003 год партия была известна как Прогрессивно-консервативная партия Канады, в 2003 году произошло её слияние с Канадским союзом, и оформилась новая Консервативная партия Канады.

### Колумбия
Колумбийская консервативная партия была основана в 1849 году и обязана своим появлением правительству Франсиско де Паула Сантандера. В то время как термин «либералы» использовался для описания политических сил Колумбии в целом, консерваторы стали говорить о себе как о консервативных либералах, а своих оппонентов называли «красные либералы». С 1860-х годов и по настоящее время партия выступала в поддержку сильного централизованного правительства, католической церкви, особенно в её роли защитника священности семейных уз, и была против отделения церкви от государства. Политика партии была направлена на равенство всех людей, право владения частной собственностью и противостояние диктатуре. Консервативная партия Колумбии являлась второй по величине партией после либеральной.

### Люксембург
В 1914 году сформировалась самая влиятельная партия Люксембурга, Христианско-социальная народная партия. Изначально она считалась «правой», но в 1945 обрела нынешнее название. В XX веке она занимала ведущее место в политике Люксембурга и имела наибольшее количество членов.

### Норвегия
Консервативная партия Норвегии сформировалась благодаря правящей верхушке государственных деятелей и зажиточных торговцев. Целью партии была борьба с популистской демократией либералов. С установлением парламентской формы правления в 1884 году партия потеряла власть. В 1889 году сформировалось первое парламентское правительство, и только в 1930-х годах власть сосредоточилась в руках главной политической партии — лейбористов.

### США
В США консерватизм включал в себя широкое разнообразие политических направлений, как то: финансовый, экономический, социальный, либеральный, религиозный консерватизм, так же биоконсерватизм.
Современный американский консерватизм относит своё наследие к англо-ирландскому политику и философу Эдмунду Бёрку. Бастионом американского консерватизма является Республиканская партия.
В США консерватизм получил своё развитие после Второй мировой войны, когда Рассел Керк и другие писатели открыли для себя тот факт, что американский консерватизм основан на идеях Эдмунда Бёрка. Однако не многие писатели восприняли его в качестве подлинного и рассматривали лишь как разновидность либерализма.
Рональд Рейган, самопровозглашённый консерватор, 40-й президент США, воспринимался как символ американского консерватизма.

### Украина
Оформление консерватизма на Украине связано с деятельностью УДХП. Основатель этой партии Вячеслав Казимирович Липинский отстаивал идеи патриархальной монархии (гетманства) и согласия разных общественных классов, этносов, конфессий ради национального единства. Идеалом украинской революции для него была американская революция — без отказа от английского языка и английской культуры, и считал, что, подобно сохранению английского языка и англосаксонской культуры и идентичности в США, на Украине нужно сохранять русский язык, русскую культуру, а также единую с Россией и Белоруссией Русскую православную церковь. Несмотря на критику демократии и приверженность консерватизму был сторонником идеологического либерализма и противником шовинизма. Выступал с резкой критикой взглядов своего прежнего друга Д. Донцова и его теории украинского «интегрального национализма».

### Франция
После Второй мировой войны голлисты оказывали поддержку французским консерваторам, выдвигая националистические лозунги, как то: верность традициям, порядку и объединение страны. Со времени Второй мировой войны консерватизм оставался главной политической силой во Франции. Необычен тот факт, что французская форма консерватизма сформировалась вокруг личности Шарля де Голля и была схожа с традициями бонапартизма. Голлизм во Франции перетёк в Союз за народное движение.

## Виды консерватизма
Консерватизм имеет довольно большое количество видов, формировавшихся с самого его зарождения и по сегодняшний день. Среди них можно выделить самые популярные:
- Торизм — вид классического (упорного) консерватизма в Англии.
- Неоконсерватизм — американский вариант консерватизма, рассматривающий США в качестве лидера «свободного мира», чьим священным долгом является борьба с внешними диктатурами, включая интервенции в другие страны, наиболее сильно проявился при президенте Джордже Буше-младшем.
- Палеоконсерватизм — вид американского консерватизма, выступающий против активной внешней политики, предпочитая ей умеренный изоляционизм, мотивируя свою позицию националистическими мотивами. В социальных вопросах он более консервативен (в чём-то даже реакционен), чем неоконсерватизм. Известными палеоконсерваторами являются Кэлвин Кулидж, Уильям Тафт и, частично, Ричард Никсон и Дональд Трамп.
- Национал-консерватизм — вид консерватизма с примесью идей национализма о важности национальных интересов государства; как правило, является более традиционалистским и авторитарным, чем другие разновидности консерватизма. В современной политике активно продвигается фондом «Наследие», в том числе в рамках национал-консервативного христианского Проекта 2025.
- Фискальный консерватизм — представляет собой политическую и экономическую философию, касающуюся фискальной политики и фискальной ответственности, выступающую за низкие налоги, сокращение государственных расходов и минимальный государственный долг.
- Социальный консерватизм — вид консерватизма, не противящийся какому-либо государственному регулированию экономики и вмешательству в экономику.
- Либеральный консерватизм — вид консерватизма, в отличие от обычного консерватизма, имеет либеральный упор во внешней и внутренней политике.
- Либертарианский консерватизм — вид либертарианства и консерватизма, который предусматривает гораздо более консервативную внутреннюю и внешнюю политику; он не отрицает необходимость в существовании государства, в отличие от анархо-капитализма. Впервые был описан Хансом-Херманом Хоппе.
- Патерналисткий консерватизм — вид консерватизма, объединяющий в себе идеи патернализма о долге людей и сообществ между друг другом и консерватизма о сохранении культурных обычаев и традиций.

Стоит учитывать, что не существует чётко выверенного идеологического консервативного базиса с определёнными политическими и идеологическими идеалами, специфически подходящими под определение самого консерватизма.